# Universale Economica Feltrinelli
L'Universale Economica Feltrinelli è una collana editoriale edita da Giangiacomo Feltrinelli Editore.
Fondata nel 1949, la collana precede la casa editrice e i primi titoli vengono stampati dalla "Cooperativa del Libro Popolare" presso la tipografia "Archetipografia", poi "F.lli Pozzo", e per lo più identificati con il nome stesso della collana, conosciuta anche come "Universale del Canguro". Il nome della nuova casa editrice appare dal n. 200 (1955).
La collana ha pubblicato diverse serie come per esempio "Serie scientifica", "Letteratura", "Storia e filosofia", "Le grandi avventure" poi, maggiormente identificativa (nella nuova gestione Feltrinelli), "Scrittori d'oggi", una cinquantina di libri stampati dal 1956 al 1963, alla cui scelta contribuì anche Luciano Bianciardi.
Il computo rivela una media di una trentina di titoli all'anno, mediamente distribuiti nelle varie sezioni. Le sottocollane spaziano di fatto in diversi generi, dalla narrativa ai saggi, dai noir ai classici, con qualche titolo di attualità o inchiesta e un'ottica che negli anni si è andata facendo cosmopolita (anche se Cuba e l'America Latina sono state tenute d'occhio fin dall'inizio).
Una parte dei titoli sono edizioni economiche di libri già in catalogo Feltrinelli, ma ve ne sono anche di usciti direttamente in questa collana. La collana si caratterizza, inoltre, per pubblicare in Italia scrittori di culto come Isabel Allende, Alessandro Baricco, Stefano Benni, Jonathan Coe, Daniel Pennac, José Saramago, Antonio Tabucchi o Banana Yoshimoto e diversi racconti di viaggi, anche estremi.
La sezione dei "Saggi", per lo più sociologici e con la presenza di qualche filosofo, si è andata occupando in particolare di marxismo, psicologia, femminismo e problemi di adolescenti, oltre che della società attuale, di scienza e di economie alternative.

## La collana
Questa pagina è la prima della categoria omonima. Nelle pagine seguenti si trova l'elenco completo dei titoli della collana. Per accedere andare sul fondo della pagina e selezionare la categoria omonima. Si aprirà l'indice di tutte le pagine, ognuna indicante nel titolo da quale numero a quale numero riporta l'elenco. Le sotto-collane sono indicate con il colore indicato nella Legenda riportata qui di seguito: 
| Letteratura - "Le grandi avventure" - Narrativa - Teatro - Poesia - "Scrittori d'oggi" - Traveller |
| Saggi: Storia, filosofia, scienza e arti                                                           |
| Saggi: Relazioni umane, vita privata, psicologia e società                                         |
| Storia                                                                                             |
| Biblioteca di classici italiani - I classici                                                       |
| Documenti - Memoria                                                                                |
| Noir                                                                                               |
| Vite narrate                                                                                       |
| Oriente                                                                                            |
| Varia                                                                                              |
| Super UE                                                                                           |
| eBook                                                                                              |